# میهایل گانف
میهایل گانف (به بلغاری: Михаил Ганев) (زادهٔ ۵ ژانویهٔ ۱۹۸۵) کشتی‌گیر پیشین اهل بلغارستان است که در دسته‌های میان‌وزن و سنگین‌وزن کشتی آزاد رقابت کرده است. گانف برندهٔ مدال طلای مسابقات قهرمانی کشتی جهان (۲۰۱۰) و یک مدال نقره و دو برنز از مسابقات قهرمانی کشتی اروپا است.
او در المپیک ۲۰۱۶ ریو در وزن ۸۶ کیلوگرم حاضر بود که در دور اول یوتیومن اورگودول از مغولستان را شکست داد اما در دور بعد از علیرضا کریمی کشتی‌گیر ایرانی شکست خورد و با توجه به شکست این کشتی‌گیر در دور بعد، از دور رقابت‌ها کنار رفت.